# USM Libreville
Union Sportive O'Mbila Nziami Libreville w skrócie USM Libreville – gaboński klub piłkarski grający w pierwszej lidze gabońskiej, mający siedzibę w mieście Libreville.

## Sukcesy
- I liga[1]
  - mistrzostwo (4):1980, 1981, 1988, 2002.

- Puchar Gabonu[2]:
  - zwycięstwo (4): 1987, 1991, 2002, 2008.
  - finał (2): 1986, 2003.

## Występy w afrykańskich pucharach
| Sezon | Rozgrywki                 | Runda       | Kraj                          | Klub                     | Dom | Wyjazd | Dwumecz      |
| ----- | ------------------------- | ----------- | ----------------------------- | ------------------------ | --- | ------ | ------------ |
| 1980  | Puchar Zdobywców Pucharów | 1           | Gwinea Równikowa              | Atlético Malabo          | 3–1 | 2–2    | 5–3          |
| 1980  | Puchar Zdobywców Pucharów | 2           | Wybrzeże Kości Słoniowej      | Africa Sports National   | 1–1 | 2–3    | 3–4          |
| 1981  | Puchar Mistrzów           | 1           | Mali                          | AS Real Bamako           | 1–0 | 0–1    | 1–1 (k. 4–2) |
| 1981  | Puchar Mistrzów           | 2           | Togo                          | OC Agaza                 | 2–0 | 0–1    | 2–1          |
| 1981  | Puchar Mistrzów           | ćwierćfinał | Egipt                         | Al-Ahly Kair             | 1–1 | 0–3    | 1–4          |
| 1982  | Puchar Mistrzów           | 1           | Senegal                       | US Gorée                 | –   | –      | –            |
| 1982  | Puchar Mistrzów           | 2           | Mali                          | AS Real Bamako           | 1–0 | 0–2    | 1–2          |
| 1987  | Puchar Zdobywców Pucharów | 1           | Kamerun                       | Rail Duala               | 2–0 | 0–1    | 2–1          |
| 1987  | Puchar Zdobywców Pucharów | 2           | Benin                         | AS Dragons FC de l’Ouémé | 1–0 | 0–1    | 1–1 (k. 2–4) |
| 1988  | Puchar Zdobywców Pucharów | 1           |                               | Inter Club Brazzaville   | 1–1 | 0–0    | 1–1          |
| 1992  | Puchar Zdobywców Pucharów | 1           | Burkina Faso                  | ASFA Yennenga            | 2–0 | 0–0    | 2–0          |
| 1992  | Puchar Zdobywców Pucharów | 2           | Niger                         | Olympic FC de Niamey     | 1–0 | 2–3    | 3–3          |
| 1992  | Puchar Zdobywców Pucharów | ćwierćfinał | Sudan                         | Al-Merreikh Omdurman     | 2–1 | 0–3    | 2–4          |
| 2003  | Liga Mistrzów             | 1           | Demokratyczna Republika Konga | FC Saint Eloi Lupopo     | 0–3 | 1–0    | 1–3          |
| 2004  | Puchar Konfederacji       | 1           | Rwanda                        | SC Kiyovu Sport          | 2–1 | 1–0    | 3–1          |
| 2004  | Puchar Konfederacji       | 2           | Kamerun                       | Sable FC                 | 2–2 | 1–1    | 3–3          |
| 2009  | Puchar Konfederacji       | 1           | Niger                         | AS FAN                   | 2–1 | 0–0    | 2–1          |
| 2009  | Puchar Konfederacji       | 2           | Angola                        | Santos FC                | 0–1 | 2–4    | 2–5          |

## Stadion
Domowe mecze klub rozgrywa na stadionie o nazwie Stade Omar Bongo w Libreville, który może pomieścić 40000 widzów.